# نرگاو آسمان

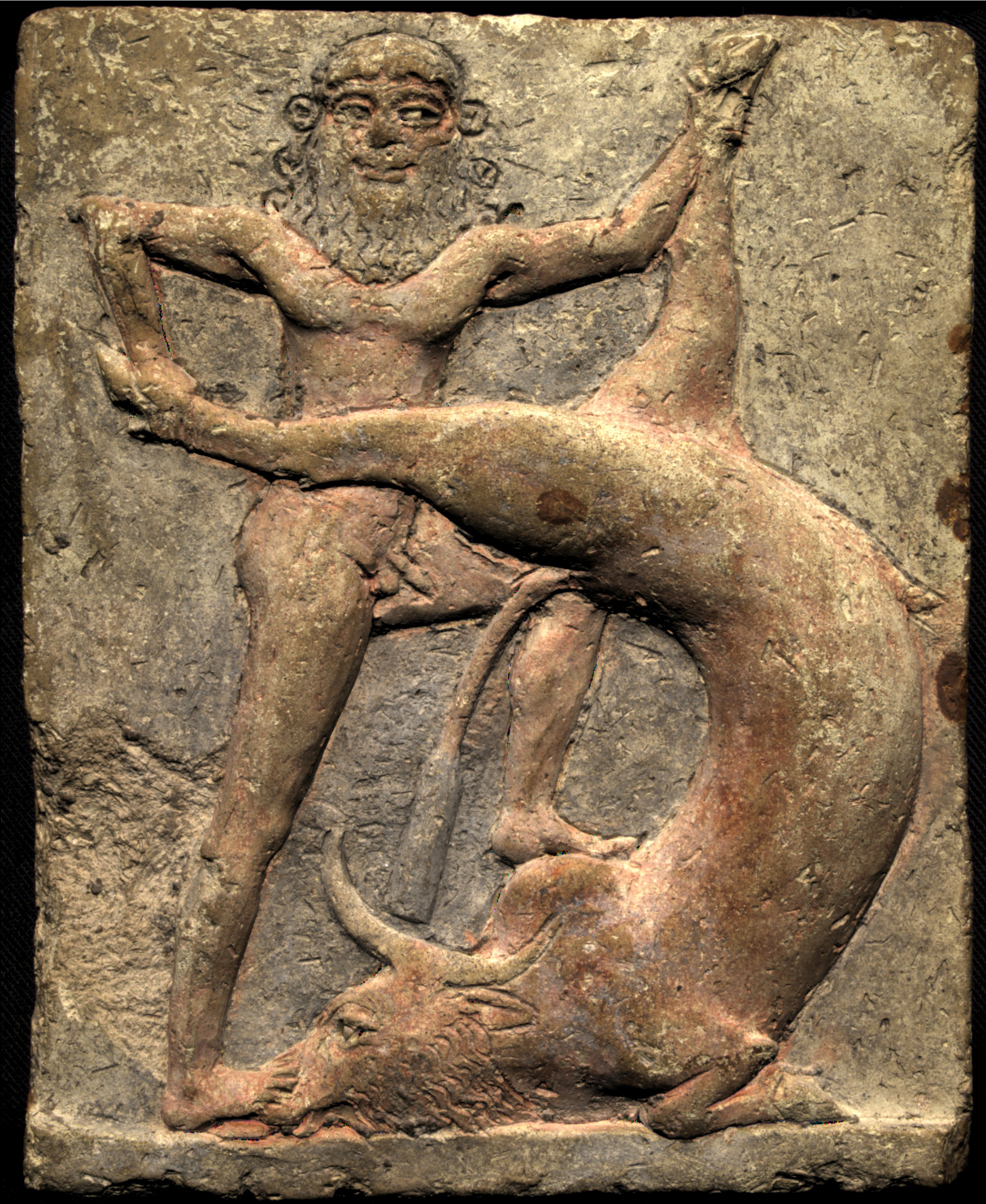
نقش برجسته تراکوتای بین‌النهرین باستان (c. ۲۲۵۰ تا ۱۹۰۰ پیشا دوران مشترک) گیلگمش را در حال کشتن «نرگاو آسمان» نشان می‌دهد، ماجرایی که در لوح VI حماسه گیلگمش توصیف شده‌است.

نرگاو آسمان (نماد صورت فلکی گاو) موجودی اسطوره‌ای در بین‌النهرین باستان است که گیلگمش با آن مبارزه می‌کند. داستان نرگاو آسمان دارای دو روایت اصلی متفاوت است: یک روایت در شعر سومری پیشین آمده و روایت جدیدتر در حماسهٔ گیلگمش به اکدیِ معیار. افزون بر این، در روایت‌های هیتی و هوری حماسه نیز حضور دارد. در نخستین متن‌های بازمانده از بین‌النهرین، نام گیلگمش به صورت «بیلگمس» ثبت شده‌است. پنج شعر سومری دربارهٔ وی وجود دارد. یکی از وام‌گیری‌های آشکار در حماسه، تأثیر روشنِ بیلگمس و نرگاو آسمان بر لوح VI است. نام دیگر این شعر «قهرمان در نبرد» است که بنا بر واژه‌های آغازین شعر (šul.mè.kam) انتخاب شده‌است. برخی از محققان متن سومری داستان گودام را با آن در ارتباط می‌دانند.
گزارش کامل‌ترِ اکدی در لوح VI حماسهٔ گیلگمش آمده‌است که در آن ایشتار (الهه جنگ و عشق) نرگاو آسمان را برای انتقام رها می‌کند تا شهر اوروک را به آشوب بکشد اما گیلگمش (قهرمان داستان که پادشاه شهر است) و انکیدو موفق می‌شوند آن را شکست دهند. انکیدو مردی وحشی است که از گِل خلق می‌‌شود تا خنثی‌کننده گیلگمش باشد. پس از درگیری گیلگمش و انکیدو، آن دو رفیق صمیمی و احتمالا عاشق یکدیگر می‌شوند. به نظر اندرو جرج، شواهدی برای تفسیر اخیر هم در خود حماسه و هم پیش از آن، در شعر مرگ بیلگمس وجود دارد. 
پس از بازگشت گیلگمش به اوروک از سفر به جنگل سدر، ایشتار به او پیشنهاد ازدواج می‌دهد که معکوس کردن آداب معاشقه در آن زمان بود. گیلگمش پیشنهاد او را رد می‌کند و می‌گوید که ایشتار نمی‌تواند نقش‌های سنتی یک همسر را به عهده بگیرد؛ پس از آن، سرنوشت اغلب وحشتناک معشوقان قبلی او را ترسیم می‌کند. او به آسمان می‌رود و با تهدیدِ رها کردن مردگان از جهان زیرین، آنو (خدای آسمان) را مجبور می‌کند نرگاو آسمان را به او بدهد تا برای انتقام به اوروک بفرستد.
در سال ۱۹۱۱، زیگموند فروید و کارل گوستاو یونگ با یکدیگر درباره حماسه نامه‌نگاری کردند؛ این نامه‌نگاری در ادامه مباحث قبلی آنها بر سر گیلگمش بود. پس از این تبادل فکری، یونگ در یکی از آثار اولیه خود بارها از گیلگمش نام برد. یونگ حماسه را مثالی از تمایل ناخودآگاه مادر به رابطه جنسی با فرزند خود دانست (تمایل ایشتار به گیلگمش). 
ریوکا کلوگر، به تشویق یونگ، تحقیق گسترده‌ای درباره حماسه انجام داد. به عقیده کلوگر، داستان گیلگمش را باید اسطوره‌ای در نظر گرفت که نه فقط نماد رویدادهای کهن‌الگویی بلکه تا حدی نشان‌دهندهٔ پیشرفت خودآگاهی انسانی است. قهرمان، همیشه از سطح واقعی خودآگاهیِ زمان خود جلوتر و بنابراین، قهرمان نماد یا حامل روند دگرگونی است. این روند امروزه به نام تفرد شناخته می‌شود. کلوگر تمایز مهمی بین مادر شخصی و کهن‌الگویی قائل می‌شود. زمانی که گیلگمش ایشتار را به عنوان تجسم «مجموع پتانسیل زنانه» رد می‌کند، این عمل نماد تلاش او «برای خروج از چرخهٔ مادرانهٔ طبیعت به یک سیر تکاملی روحی جدید» است و بر این اساس، نقطه عطف مهمی در تفرد قهرمان و پیشرفت فرهنگی نوع بشر است. کلوگر چنین نتیجه‌گیری می‌کند که حماسه گیلگمش در مجموع «در ساختار درونی خود، روند دگرگونی در ناخودآگاهی جمعی، انتظار برای روند تفرد، را نشان می‌دهد» و در همان حال «بازتاب دوره پراهمیتی در تاریخ دین است، زمانی که «الهه بزرگ ایشتار» توسط قهرمان که حمایت شمش را با خود دارد، شکست می‌خورد».

## پیش زمینه
نرگاو آسمان موجودی اسطوره‌ای است که نماد صورت فلکی گاو است. در حماسه گیلگمش، ایشتار نرگاو آسمان را برای انتقام رها می‌کند تا شهر اوروک را به آشوب بکشد اما گیلگمش و انکیدو موفق می‌شوند آن را شکست دهند. گیلگمش (در اصل بیلگمس) قهرمان داستان است. او دو-سوم خدا، یک-سوم انسان و پادشاه اوروک توصیف شده است. ایشتار (به سومری اینانا) الهه مرتبط با زهره جنگ و عشق است.
انکیدو در نقش مردی وحشی تصویر شده است که توسط الهه آرورو از گِل خلق می‌‌شود تا خنثی‌کننده گیلگمش باشد. پس از درگیری گیلگمش و انکیدو آن دو رفیق صمیمی و احتمالا عاشق یکدیگر می‌شوند. به نظر اندرو جرج، شواهدی برای تفسیر اخیر هم در خود حماسه و هم پیش از آن، در شعر مرگ بیلگمس وجود دارد.
پس از بازگشت گیلگمش به اوروک از سفر به جنگل سدر، ایشتار به او پیشنهاد ازدواج می‌دهد که معکوس کردن آداب معاشقه در آن زمان بود. گیلگمش پیشنهاد او را رد می‌کند و می‌گوید که ایشتار نمی‌تواند نقش‌های سنتی یک همسر را به عهده بگیرد؛ پس از آن، سرنوشت اغلب وحشتناک معشوقان قبلی او را ترسیم می‌کند. او به آسمان می‌رود و با تهدیدِ رها کردن مردگان از جهان زیرین، آنو (خدای آسمان در بین‌النهرین که خدایی دوردست و پادشاه خدایان در نظر گرفته می‌شود.) را مجبور می‌کند نرگاو آسمان را به او بدهد تا برای انتقام به اوروک بفرستد. به گفته پل-آلن بولیو، ممکن است تصویر او در حماسه منعکس‌کنندهٔ چیزی باشد که او «گرایش‌های ضد ایشتار» توصیف می‌کند. بولیو هم به قسمتی از طرح داستان اشاره می‌کند که بر نرگاو آسمان متمرکز است و هم این واقعیت را یادآوری می‌کند که اوروک و اینا در نسخه بابلی باستان (برخلاف منابع دیگر، از جمله نسخه بابلی معیار حماسه) فقط اقامتگاه آنو نامیده می‌شوند.

## نسخه‌ها و اقتباس‌ها

### سومری و اکدی
سنتی که درباره شخصیت گیلگمش وجود دارد به ۲۷۰۰ تا ۲۵۰۰ پیشا دوران مشترک بازمی‌گردد: مردی با این نام در فهرست پادشاهان سومری به عنوان پنجمین پادشاه سلسله اول اوروک آمده است. در میانه هزاره سوم پیشا دوران مشترک، نام او در یکی از فهرست‌های خدایان ظاهر می‌شود که پیشکش دریافت می‌کند.
نخستین داستان‌هایی که درباره گیلگمش هستند به اوایل هزاره دوم پیشا دوران مشترک تعلق دارند. این متن‌های سومری اغلب در مرکز مذهبی نیپور پیدا شده‌اند و پنج شعر مستقل را دربرمی‌گیرند. بعضی از این شعرها در قسمت‌هایی از حماسه دیده و برخی ناپدید می‌شوند.
اولین روایت‌ها به زبان اکدی (که احتمالا بر اساس سنت‌های شفاهی نوشته شدند) از دوره بابلی باستان هستند که اکثر لوح‌های آن در وضعیت بسیار بدی قرار دارند. با این وجود، لوح‌های «پنسیلوانیا» و «ییل» نشان می‌دهند که از همین دوره فرایند یک‌پارچه شدن روایت‌ها آغاز شده است. منابعی که به مکان‌هایی جز هاتوسا و به دوره بابلی میانه تعلق دارند در وضعیت بدتری هستند. اکثر آنان شامل بخشی از داستان هستند که مواجهه گیلگمش و ایشتار تا مرگ انکیدو را در بر دارد.
نسخه قدیمی‌تر این قسمت، در شعر سومری بیلگمس و نرگاو آسمان آمده است. یک رونوشت از متن اخیر که در نیپور پیدا شد (متعلق به زمان سلسله سوم اور) قدیمی‌ترین متن ادبی باقیمانده درباره گیلگمش است. در این روایت پیشین، همتای ایشتار، اینانا، از آن می‌خواهد که به او اجازه دهد نرگاو آسمان را آزاد کند زیرا بیلگمس در اوروک غوغا به پا کرده است.
شعر šul-me-kam («قهرمان در نبرد!») در نزد محققان با نامهای بیلگمس (یا گیلگمش) و نرگاو آسمان و با خلاصهٔ GBH شناخته می‌شود. هجده قطعه از GBH در نیپور به دست آمده است: یکی از آنان به زمان سلسله سوم اور بازمی‌گردد و هفده قطعه دیگر به دوره بابلی باستان تعلق دارند. به جز یک تک قطعه دیگر (ms. A (VAS 10 196)) دو قطعه (Ma و Mb) نیز از مه-توران به دست آمده‌اند که در همگی شیوهٔ نوشتار استاندارد به کار نرفته است.
در نخستین متن‌های بازمانده از بین‌النهرین، نام گیلگمش با تفاوتی اندک آمده‌است: بیلگمس. پنج شعر سومری دربارهٔ وی وجود دارد؛ در قرن هجدهم پیشا دوران مشترک، این شعرها در مدرسه‌های بابِل به عنوان سرمشق برای کاتبان آینده استفاده می‌شدند و اکنون بیش از پیش شناخته شده‌اند. این مجموعهٔ اشعار سومری، امکان مقایسه با حماسهٔ بابلی معیار و سایر متن‌هایی که به اکِدی نوشته شده‌اند را فراهم می‌آورد. همچون حماسهٔ بابلی، شعرهای سومری (با صدها تکه لوح‌های گِلی که در موزه‌های کشورهای مختلف نگهداری می‌شوند) در حال بازسازی هستند. هر چه متن‌های بیشتری بازیابی می‌شوند، تفاوت‌های چشمگیر شعرهای سومری با حماسه بابلی روشن‌تر شده‌است و این نکته بهتر درک شده که شاعر بابل باستانِ حماسه با چه مهارتی درون‌مایه‌های سنتی و داستان‌هایی که برای وی مواد خامی بودند را به کلیتی به‌هم‌پیوسته تبدیل کرده‌است. شاعر حماسهٔ بابلی لزوماً شعرهای سومری را پیش روی خود نداشته ولی آن‌ها را می‌شناخته‌است. مشخص نیست که این دانش او ناشی از تجربه شخصی در مدرسه‌های کتابت بوده یا ناشی از آگاهی از سنّت شفاهی سومری (اگر در زمان وی هنوز ادامه داشته) یا از سنّت شفاهی اکدی. وام‌گیری‌های آشکار نسخهٔ بابلی از حماسهٔ سومری عبارتند از اقتباس از داستان سومری بیلگمس و هوواوا برای لوح‌های III تا V حماسهٔ بابلی (رفتن به جنگل سدر) و به‌کارگیری داستان سومری بیلگمس و نرگاو آسمان در لوح VI (ایشتار و نرگاو آسمان). متن‌هایی که تازه‌تر یافت شده‌اند، شباهت روایت اکدی خاکسپاری انکیدو در لوح VIII و خاکسپاری بیلگمس در شعر سومری «مرگ بیلگمس» را نشان می‌دهد. علاوه بر این، سنّتی که در آن گیلگمش اسرار قهرمان طوفان را درمی‌یابد و از این رهگذر، زندگی آیینی سرزمین را (که بر اثر طوفان دچار وقفه طولانی شده) دوباره زنده می‌کند، هم بر مرگ بیلگمس تأثیر گذاشته‌است و هم بر حماسهٔ بابلی.

### هیتی و هوری
از اواخر هزاره سوم پیشا دوران مشترک ماجراهای گیلگمش در سراسر تمدن بابل و آشور شناخته شده بود و قطعه‌هایی از آن به زبان اکدی در هاتوسا، اوگاریت، اِمار و مگیدو پیدا شده است. این مساله نشانگر رواج این داستان در سراسر دنیای خط میخی از همان اواخر عصر برنز است.
افزون بر نسخه‌هایی که به زبان هیتی روایتگر گیلگمش هستند، دو نسخهٔ اکدی و قطعه‌هایی از ترجمه‌های هوری نیز در هاتوسا به دست آمده است. اما هیچ نشانی از آشنایی عامه با گیلگمش در تمدن هیتی‌ها وجود ندارد و به نظر می‌رسد این داستان فقط برای آموزش کتابت در مدارس به هاتوسا وارد شده است. با این وجود، منابع پیدا شده در آن شهر، برای بازسازی حماسه و تحلیل تحول آن، اهمیت خاصی برای محققان دارد: از این دوره در تاریخ روایت (دوره بابلی میانه یا کاسی‌ها) مستندات کمی از بین‌النهرین به دست آمده است و محققان معتقدند دقیقا در همین دوره است که نسخه معیار حماسه شکل می‌گیرد.
نسخه‌های پیدا شده در هاتوسا بیش از مجموع نسخه‌های گیلگمش در سایر مکان‌های اواخر عصر برنز هستند. یکی از دو نسخه اکدی احتمالا به قرن سیزدهم پیشا دوران مشترک و دیگری که جدیدتر پیدا شده به قرن چهاردهم پیشا دوران مشترک تعلق دارد. نسخه دوم احتمالا شامل سه لوح بوده است. متن‌هایی که به زبان هوری هستند مشکلات خاص خود را دارند. از یک سو، زبان هوری هنوز کم‌شناخته است و از سوی دیگر قطعه‌ها شکسته هستند. دو متن هوری احتمالا به قرن چهاردهم پیشا دوران مشترک برمی‌گردند. سایر قطعه‌ها چنان خُرد هستند که زمان آنان مشخص نیست.
نویسنده یا اقتباس‌کنندهٔ هیتی نسبت به روایت‌های پیش (بابلی باستان) و همزمان با خود (بابلی میانه) به زبان اکدی، تغییرات بسیاری در روایت ایجاد کرده است: برخلاف گیلگمش اکدی که از پیوند لوگالباندا (پادشاه اوروک) و الهه نینسون به دنیا آمده است، گیلگمش هیتی توسط جمعی از خدایان خلق می‌شود؛ طبیعت نیمه‌خدایی او به ابعاد فیزیکی خارق‌العاده تبدیل شده است. تفاوت دیگر در آن است که اوروک شهر گیلگمش نیست بلکه او پس از سرگردانی به این شهر وارد می‌شود؛ و اصلاً از دیوارهای شهر (که جایگاه خاصی در حماسه دارند) نامی به میان نمی‌آید. در نسخه هیتی، سفر به جنگل سدر اهمیت زیادی دارد. سایر بخشها نیز در نسخه‌ هیتی و بابلی معیار تفاوت‌هایی دارند. مواجهه گیلگمش با ایشتار و نرگاو آسمان که در نسخه بابلی معیار (دارای دوازده لوح) دیده می‌شوند، در نسخه‌های اکدی، هیتی و هوری به دست آمده از هاتوسا نیز با تفاوت‌هایی وجود دارند.
نام ایشتار در روایت‌های قبلی و مستقلِ سومری گیلگمش، اینانا آمده است؛ در اقتباس هوری، شاوشکا همین نقش را به عهده دارد؛ در اقتباس هیتی از نوشتار نیمه لوگوگرافیک (dIŠTAR-li) استفاده شده که توافق شده است به الهه دیگری (احتمالا انزیلی) اشاره دارد.

## روایت
قهرمان در نبرد، قهرمان در نبرد، بگذار آوازش را بخوانم!

فرمانروا بیلگمس، قهرمان در نبرد، بگذار آوازش را بخوانم!

فرمانروای سیاه‌ریش، قهرمان در نبرد، بگذار آوازش را بخوانم!

اینانا می‌گریست، [فریاد می‌زد او.]

آن به آنی که عاشقش بود ......،

نشسته در خواب‌گاه، آن [به او گفت:]

«فرزندم، چرا گریه می‌کنی، چرا فریاد می‌زنی؟»

«نرگاو بزرگ عنان‌گسیخته در اوروک،

نرگاو بزرگ بیلگمس عنان‌گسیخته در اوروک!

چون نمی‌گذارد خودم را در اختیار وی گذارم،

گریه می‌کنم، فریاد می‌زنم!

پدرم، می‌خواهم نرگاو آسمان را به من دهی!

بگذار بکشم فرمانروا را، بگذار بکشم فرمانروا را،

فرمانروا بیلگمس، بگذار بکشم فرمانروا را!»

پادشاه تیغی در دست گرفت که هیچ سلاخی در دست نگیرد،

او رانی را بکند (برای پرتاب) به اینانا،

پرتابش کرد به آسمان همچون یک کبوتر و درهم کوبید بارو را.

پادشاه بر سر نرگاو ایستاد، اشک سوزدارش جاری گشت:

«همان‌گونه که توانم (دیوار؟) فروریزم، همان‌گونه (با تو؟) خواهم کرد!»

و همان شد که او گفت،

مردارش در خیابان‌ها افکند،

دل و روده‌اش در خیابان‌های پهناور افکند،

گوشتش سبد-سبد در میان یتیمان شهرش تقسیم کرد،

لاشه‌اش به دباغ داد،

از جام‌های ساخته‌شده از دو شاخش اینانا در ایانا روغنی شیرین ریخت.

نرگاو آسمان کشته شد، ای اینانای مقدس ستایش تو خوش است!

### بررسی و تفسیر شعر سومری «بیلگمس و نرگاو آسمان: قهرمان در نبرد»
شعری که عنوانش «قهرمان در نبرد» است، دربارهٔ دشمنی بیلگمس (پادشاه دولت‌شهر اوروک) و ایزدبانو اینانا (سومریِ ایشتار؛ ایزدبانوی شهر) و دربارهٔ جنگ بیلگمس و انکیدو با نرگاو آسمان است. پس این شعر پیش‌زمینهٔ لوح VI حماسه بابلی محسوب می‌شود، هر چند که آغاز این دو داستان بسیار متفاوت است. با قضاوت بر اساس تعداد نسخه‌های باقیمانده، این شعر محبوبیت کمتری از داستان‌های مربوط به آککا و هوواوا داشته‌است. هیچ‌کدام از دو منبع اصلی این شعر از مدارس نیپور که معمولاً بهترین نسخه‌ها در آنجا یافت شده‌اند، به دست نیامده‌است. این دو لوح یا با هم فرق دارند یا از نگارش نامرسوم استفاده کرده‌اند یا خراب شده‌اند؛ ترجمه‌شان اغلب مشکل است و گاهی امکان‌ناپذیر. به همین خاطر، ترجمهٔ فعلی شعر را باید فرسنگ‌ها دور از کار نهایی دانست.
پس از یک سرآغاز آهنگین، بیلگمس با مادرش (ایزدبانو نینسون) گفتگو می‌کند. نینسون به او دستور می‌دهد به وظایفش عمل کند (گرچه در این لحظه فهمیدن اینکه وظیفهٔ او چیست، کار سختی است). این بخش از متن، پرتکرار است. خیلی زود اینانا (ایزدبانوی عشق جنسی) در صحنه پدیدار می‌شود تا مانع کارهای بیلگمس (در اینجا: به قضاوت نشستن) باشد؛ او برنامهٔ دیگری برای بیلگمس دارد. سطر اصلیِ دربرگیرندهٔ سخن اینانا را نمی‌توان ترجمه کرد (در لوح VI حماسه بابلی، این جمله به روشنی چنین آمده‌است که «بیا گیلگمش و مردم باش و من زنت خواهم بود!») بیلگمس پیش‌قدمی‌های اینانا را به مادرش گزارش می‌دهد و اضافه می‌کند که اینانا را در دروازه شهر و جنب دیوار دیده‌است. اینجا مکانی است که معمولاً روسپیان می‌ایستادند. مادرش او را از پذیرفتن هدایای اینانا منع می‌کند تا نرم نشود. عنوانی که در این بخش برای اینانا به کار می‌رود «کاخ‌بانوی الهی» (سومری: نینِگال)، همان عنوانی است که برای او در مراسم ازدواج مقدس به کار می‌رود. در این مراسم که بهترین منبع برای آن سرود سومری ایدین-داگان (نگاشتهٔ قرن نوزدهم پیشا دوران مشترک) است، پادشاه در نقش دموزی با اینانا همخوابگی می‌کند تا پادشاهی او از حمایت ایزدبانو برخوردار شود. نتیجه اینکه عنوان انتخاب شده برای اینانا نشان می‌دهد که خواستهٔ او در داستان سومری و بابلی، یکی است.
بار دیگر بیلگمس زمانی که برای انجام سایر وظایفش به بیرون رفته با اینانا روبه‌رو می‌شود و به تندی می‌گوید که از سر راهش به کناری رود. این بخش از متن افتادگی دارد. پس از این وقفه، اینانا در آسمان در حال گریه است. پدرش، آن (برابر سومریِ آنو)، وارد می‌شود و از وی دلیل گریه‌اش را می‌پرسد. اینانا پاسخ می‌دهد نتوانسته خود را در اختیار کسی که دوست دارد، قرار دهد. توصیف او از بیلگمس (نرگاو افسارگسیخته) به حماسه‌ٔ بابلی شباهت دارد. اینانا خواهان نرگاو برای کشتن بیلگمس می‌شود. آن در ابتدا نمی‌پذیرد ولی اینانا فریادی جهنمی می‌کشد چنانکه آن تسلیم می‌شود. در اوروک، نرگاو آسمان همه گیاهان را می‌بلعد و رود را می‌خشکاند.
بخش بعدی شکسته شده‌است. بازسازی آن با سایر ویرایش‌های متن چنین است: نوازندهٔ بیلگمس، لوگالگابانگال، نرگاو آسمان را می‌بیند و به حضور او می‌رود. بیلگمس در ضیافت است و خبر به هیچ عنوان از خوشی او نمی‌کاهد. غذایش که تمام می‌شود، آمادهٔ نبرد می‌شود. مسلح می‌شود و به مادر و خواهرش دستور می‌دهد در معبد انکی قربانی کنند. سوگند می‌خورد نرگاو را تکه‌تکه کند و گوشت آن را به فقرا دهد. بیلگمس و انکیدو نرگاو آسمان را می‌کشند که ایزدبانو اینانا برای حمله به آن‌ها فرستاده‌است. بیلگمس تکه‌ای از ران نرگاو را به سوی اینانا پرتاب می‌کند، بیلگمس می‌گوید کاش می‌توانست همان کاری را با اینانا کند که با نرگاو کرد. همان‌گونه که بیلمگس وعده داده بود، نرگاو تکه‌تکه و گوشتش به فقیران اهدا می‌شود. اما، شاخ‌هایش به معبد اینانا اهدا می‌شود.
دربارهٔ دشمنی بیلگمس و اینانا نظرات گوناگونی وجود دارد؛ بعضی آن را تلاش سومر (نمادش: اوروک) برای رهایی از یوغ امپراتوری اکد (نمادش: اینانا) می‌دانند. احتمال بیشتری دارد که داستان برآمده از رد کردن ایزدبانوی اوروک (اینانا) توسط شاه بیلگمس در مراسم ازدواج مقدس باشد. ولی ممکن است که هیچ‌کدام از این‌ها نباشد؛ هدف شعر درباری، مانند شعرهای بیلگمس (و بسیاری از ادبیات سومری دیگر)، به احتمال زیاد به سادگی این بوده که پادشاه و میهمانان او را سرگرم و مشغول کنند، نه ترویج ایدئولوژی سیاسی.

#### ارتباط احتمالی با سایر اسطوره‌ها
داستان گودام متنی به خط میخی است که در دوره بابلی باستان و به زبان سومری مکتوب شده است؛ در آشورشناسی به عنوان اسطوره طبقه‌بندی شده است. تنها بخشی از سطر اول باقی ‌مانده که به صورت gud-dam iriki [...] خوانده شده است. این سطر در اصل احتمالا gud-dam iriki ba-ra-è ("گودام به شهر رفت") بوده است.
وجود ارتباطی بین داستان گودام و اسطوره‌های درباره گیلگمش مطرح شده است، هرچند این قهرمان در آن غایب است. در یک کاتالوگ بابلی باستان که شامل متن‌های ادبی است، داستان گودام در کنار قطعه‌های متمرکز بر بیلگمس فهرست شده است. در کاتالوگ، این اثر در بین نخستین خط‌های بیلگمس و آککا و بیلگمس و هوواوا (نسخه ب) قرار دارد. شباهت‌های روایی آن به ویژه با شعر بیلگمس و نرگاو آسمان مورد اشاره قرار گرفته است. لورا فلدت معتقد است که او یا یک انسان-گاو اسطوره‌ای بوده یا خدایی که به تمثیل به عنوان گاو توصیف می‌شود. برخی از نویسندگان تا آنجا پیش می‌روند که آنها را به عنوان دو گونه از یک روایت توصیف می‌کنند، اگرچه به گفته آلهنا گدوتی، با وجود ارتباط بینامتنی قابل قبول بین این دو متن، غیر قابل قبول است که داستان گودام صرفا یک نسخه جایگزین یا قدیمی‌تر از اسطوره گیلگمش باشد؛ و به عوض برخی از عناصر آن به سایر آثار ادبی بین‌النهرین شباهت دارند.

### حماسهٔ گیلگمش
او موهای ژولیده‌اش را شست، او تجهیزاتش را پاک کرد،

او موهایش را از پشت فروریخت.

وسایل ناپاکش را به گوشه‌ای افکند خود را در ردایی پاک پوشاند،

تنگ‌بسته با شال.

سپس گیلگمش تاجش را بر سر نهاد.VI 5

شب‌هنگام مردان در بسترهای خویش آرمیدند،  VI 180

انکیدو در خواب رؤیایی دید.

انکیدو برخاست تا رؤیا را بازگوید،

به دوستش گفت:

#### خلاصه
پس از بازگشت به اوروک، زیبایی گیلگمش تمایل جنسی را در ایزدبانو ایشتار برمی‌انگیزاند و او به گیلگمش پیشنهاد ازدواج می‌دهد. گیلگمش او را تحقیر می‌کند، همه دلباخته‌گان را به یاد ایشتار می‌آورد که به چه سرنوشتی دچارشان کرده است. ایشتار خشمگین می‌شود و به آسمان می‌شتابد. آنو، پدرش، را وادار می‌کند تا نرگاو آسمانِ آتشین (صورت فلکی گاو) را به وی دهد تا بتواند گیلگمش را به مرگ کیفر دهد. نرگاو آسمان در اوروک ویرانی به بار می‌آورد اما گیلگمش و انکیدو نقطه ضعف آن را می‌یابند و می‌کشندش. آنها به ایشتار توهین بیشتری می‌کنند و پیروزمندانه به کاخ برمی‌گردند تا موفقیت خود را جشن بگیرند.

#### لوح VI
در لوح VI حماسه گیلگمش به زبان اکدی معیار، پس از آن‌که گیلگمش پیشروی‌های جنسی ایشتار را نمی‌پذیرد، او به آسمان می‌رود و نزد مادرش آنتو و پدرش آنو، شکایت می‌برد. او از آنو می‌خواهد که نرگاو آسمان را به او دهد و تهدید می‌کند که در صورت امتناع، دروازه‌های جهان زیرین را خواهد شکست و مردگان را برای خوردن زندگان برمی‌انگیزد. آنو در ابتدا با خواستهٔ ایشتار مخالفت می‌کند و پافشاری می‌کند که نرگاو چنان ویرانگر است که رها کردنش به هفت سال قحطی منجر خواهد شد. ایشتار می‌گوید که برای هفت سال آینده غلات کافی برای همهٔ مردمان و همهٔ حیوانات ذخیره کرده‌است. سرانجام آنو با بی‌میلی موافقت می‌کنند که آن را به ایشتار دهد و در نتیجه ایشتار نرگاو را در جهان رها می‌کند که باعث ویرانی گسترده‌ای می‌شود.
نخستین نفس نرگاو گودالی در زمین ایجاد می‌کند که یکصد مرد در آن می‌افتند و نفس دومش گودالی دیگر ایجاد می‌کند که دویست نفر دیگر را به دام می‌اندازد. گیلگمش و انکیدو برای کشتن نرگاو با هم دست به کار می‌شوند؛ انکیدو پشت نرگاو می‌رود و دمش را می‌کِشد، گیلگمش با فروکردن شمشیرش در گردن نرگاو آن را می‌کُشد. گیلگمش و انکیدو قلب نرگاو را به خدای خورشید، شمش، تقدیم می‌کنند. در حالی که گیلگمش و انکیدو در حال استراحت هستند، ایشتار بر دیوارهای اوروک می‌ایستد و گیلگمش را نفرین می‌کند. انکیدو ران راست نرگاو را پاره می‌کند و به سوی ایشتار پرتاب می‌کند.
ایشتار «نشانده‌ها (روسپی‌های درباری)، روسپی‌ها و هرزه‌ها» را فرا می‌خواند و به آن‌ها دستور می‌دهد برای نرگاو آسمان سوگواری کنند. در همین حال، گیلگمش برای شکست نرگاو آسمان جشنی برپا می‌کند. آغاز لوح VII بازگویی رؤیایی‌ست که انکیدو دیده و در آن آنو، ائا و شمش اعلام می‌کنند که یا گیلگمش یا انکیدو باید به سزایِ کشتن نرگاو آسمان بمیرند. آن‌ها انکیدو را برمی‌گزینند و انکیدو خیلی زود بیمار می‌شود، او در رؤیا جهان زیرین را می‌بیند و سپس می‌میرد. لوح VIII گزارش اندوه تسلی‌ناپذیر گیلگمش برای مرگ دوستش است و تفصیل به‌خاک‌سپاری انکیدو. مرگ انکیدو، بیمِ مرگ را در دل گیلگمش می‌افکند و این موضوع، محور بخش باقی‌مانده حماسه است.

## نمادگرایی و بازنمایی

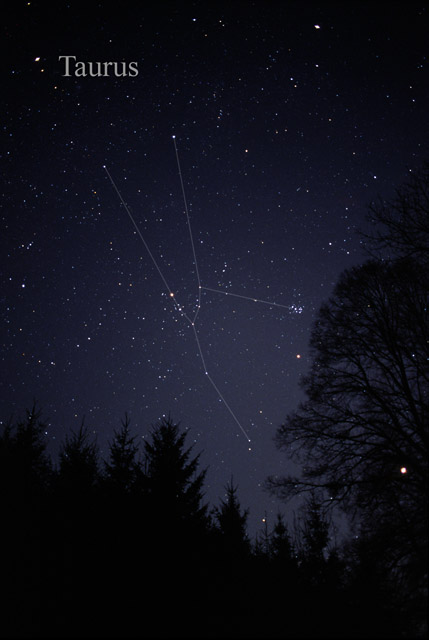
نرگاو آسمان را مرتبط با صورت فلکی گاو می‌دانند.

تصویرهای بسیاری از کشتن نرگاو آسمان در آثار هنری بازمانده از بین‌النهرین باستان دیده می‌شود. بازنمایی‌ها به خصوص بر روی مُهرهای استوانه‌ای امپراتوری اکد (ح. ۲۳۳۴ تا ۲۱۵۴ پیشا دوران مشترک) رایج است. این تصویرها نشان می‌دهد که نرگاو به روشنی گاو نری که غیرعادی بزرگ و درنده‌خوست تصور می‌شد. با این حال دقیقاً مشخص نیست نرگاو آسمان نماد چیست. مایکل رایس حدس می‌زند که نرگاو ممکن است که نماد زمین‌لرزه باشد، زیرا در فرهنگ‌های باستانی گاو نر عموماً با زلزله مرتبط بوده‌است. وی همچنین معتقد است که نرگاو ممکن است نماد تابستان باشد که دورهٔ خشک‌سالی و بی‌حاصلی برای مردم میان‌رودان باستان بوده‌است. آشورشناسانی چون جرمی بلک و آنتونی گرین، نرگاو آسمان را به صورت فلکی گاو مربوط می‌دانند و استدلال می‌کنند دلیل این‌که انکیدو در حماسه گیلگمش پس از شکست نرگاو، ران آن را به سوی ایشتار می‌کند، ممکن است تلاشی برای توضیح این باشد که چرا به نظر می‌رسد قسمت‌های عقبی صورت فلکی مفقود است.
رایس نیز از کشتن نرگاو تفسیری نجومی می‌کند و یادآوری می‌کند که گاهی در متن‌های مصر باستان  صورت فلکی سگ بزرگ به شمایل ران گاو نشان داده می‌شد، گرچه هم او اشاره می‌کند که هیچ مدرکی برای تأیید این تشابه در سومر وجود ندارد. وی علاوه بر آن می‌گوید که ران اغلب در متن‌های خاور نزدیک باستان جایگزینی برای اندام جنسی بوده‌است. گوردن و رندزبرگ خاطرنشان می‌کنند مفهوم پرتاب پای گاو به سوی شخص دیگر، «توهینی بزرگ» در منطقهٔ جغرافیایی گسترده‌ای در خاور نزدیک باستان بوده و در ادیسه (شعری حماسی به یونانی باستان) تکرار می‌گردد. برخی از محققان نرگاو آسمان را با شخصیت گوگالانا، شوهر ارشکیگال که اینانا در فرورفتن به جهان زیرین نامش را می‌برد، یکی می‌دانند.

## تأثیر بر داستان‌های پسین

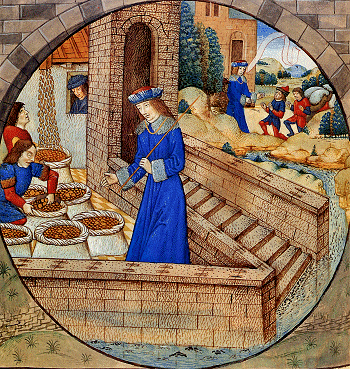
ذخیره کردن غله برای هفت سال توسط ایشتار به یوسف در «سفر پیدایش» کتاب مقدس شباهت دارد که قرن‌ها پس از حماسه گیلگمش نوشته شده‌است.

سایرس گوردن و گری رندزبرگ مرگ آقات در اسطورهٔ اوگاریتی را گواهیِ بن‌مایهٔ قحطی هفت‌ساله پس از مرگ قهرمان، در خاور نزدیک، می‌دانند و علاوه بر آن درون‌مایهٔ پیش‌بینی هفت سال قحطی از قبل و ذخیره ملزومات، در داستان عبری یوسف در سفر پیدایش نیز دیده می‌شود. به گفتهٔ والتر برکرت، محقق دوره کلاسیک آلمانی، صحنه‌ای که در آن ایشتار پس از آن‌که گیلگمش او را طرد می‌کند به نزد آنو می‌رود تا نرگاو آسمان را طلب کند، مستقیماً به صحنه‌ای در کتاب V  ایلیاد شباهت دارد. در حماسه گیلگمش، ایشتار به مادرش آنتو شکایت می‌برد، ولی پدرش آنو به ملایمت ملامتش می‌کند. در ایلیاد، آفرودیت، نمو یونانی پسین ایشتار، در حالی که برای نجات پسرش آینیاس تلاش می‌کند، دیومدس او را زخمی می‌کند. او به کوه المپ می‌گریزد، نزد مادرش دیون گریه می‌کند، خواهرش آتنا او را مسخره می‌کند و پدرش زئوس به ملایمت ملامتش می‌کند. نه تنها شباهت روایت چشمگیر است، بلکه این واقعیت نیز وجود دارد که نام دیون مونث‌سازی نام زئوس است، همانگونه که آنتو صورت مؤنث آنو است. دیون دیگر در سراسر ایلیاد پیدا نمی‌شود و به جایش، هرا همسر زئوس است. بنابراین برکرت نتیجه می‌گیرد که دیون به روشنی گرته‌برداری آنتو است.
گراهام اندرسون، پژوهشگر دورهٔ کلاسیک اهل بریتانیا، می‌گوید در ادیسه، مردان اودیسئوس گاو مقدس هلیوس را می‌کشند و خدایان به همین دلیل آن‌ها را به مرگ محکوم می‌کنند؛ همانگونه که انکیدو در حماسه گیلگمش. مارتین وست به این اشاره می‌کند که شباهت‌ها ژرف‌تر از این واقعیت است که، در هر دو، جانوری که کشته می‌شود گاوی است که به مرگ طبیعی نمی‌میرد. در هر دو مورد، فرد یا افرادی که به مرگ محکوم می‌شوند، همراهان قهرمان هستند که مرگشان قهرمان را ناگزیر می‌کند تا به تنهایی به سفر ادامه دهد. وی همچنین یادآوری می‌کند که، در هر دو مورد، حماسه دارای صحنه‌ای است که در آن خدایان بر سر این بحث می‌کنند که آیا گناهکار باید بمیرد یا نه و این‌که هلیوس همانگونه در ادیسه برای گرفتن انتقام گاوش زئوس را تهدید می‌کند که ایشتار در حماسه گیلگمش، هنگام خواستن نرگاو، آنو را تهدید کرد. بروس لودن ریشخند کردن ایشتار توسط انکیدو که بلافاصله پس از کشتن نرگاو آسمان انجام می‌شود را با ریشخند کردن پولیفموس توسط اودیسئوس در کتاب IX ادیسه مقایسه می‌کند. در هر دو مورد، تکبر قهرمان پس از یک پیروزی چشمگیر منجر به این می‌شود که خدایی او را نفرین کند.

## تفسیر روان‌شناختی
بر زیبایی گیلگمش بانو ایشتار نگاهی آرزومند افکند:

«بیا، گیلگمش، نوداماد من باش!

نطفه خود را به من ببخش، آه به من ببخش!

مَردم باش و زنت خواهم بود!

«به خانه‌مان که وارد شوی

درگاه و زیرپایی بر پایت بوسه خواهند زد!   VI I5

پادشاهان، درباریان و بزرگان پیشت زانو خواند زد،

فراورده بلندی و پستی برایت خراج خواهند آورد!»

[گیلگمش] دهان به سخن گشود،

[گفت] به بانو ایشتار:

«[و اگر من] با تو پیوند بندم،

«...... بدن و پوشاک،    VI 25 

«[از کجا خواهد آمد] خوراکم و معاشم؟

[به من خواهی داد] نانی که در خور یک خدا باشد،

[خواهی ریخت برایم اِیلی] که در خور یک پادشاه باشد؟» VI 28 

*  *  *
«[چه کسی] با تو پیوند خواهد بست؟  VI 32

[تو، یخبندانی که] یخ [در آن نمی‌بندد]،

آفتاب‌گیری [که] تاب [نه] نسیم دارد نه کوران،

کاخی که کشتار می‌کند ... جنگاوران را،   VI 35
کفشی که می‌گزد پای صاحبش را!   VI 41
«بیا، بگذار [داستان] دلباخته‌گانت را بازگویم [برایت]:

از ............ بازویش. VI 45

دموزی، دلباخته جوانی‌ات،

سال پس از سال، برای سوگواری به سرنوشت شومی دچارش کردی.

«تو عاشق آلالو-پرنده خال‌خال بودی،

اما از پا درآوردیش و بالش شکستی:

اکنون در جنگل است و می‌گرید «بالم!»   VI 50

عاشق شیر بودی، نیرویش کامل،

برایش هفت گودال کندی و هفت.

مرا نیز باید که دوست بداری و [با من] همین [کنی]؟»

ایزدبانو ایشتار [شنود] این سخنان را،

او [رفت] به آسمان با خشمی آتشی.

در سال ۱۹۱۱، زیگموند فروید و کارل گوستاو یونگ (که در جبهه جنگ حضور داشت) با یکدیگر درباره حماسه نامه‌نگاری کردند؛ این نامه‌نگاری در ادامه مباحث قبلی آنها بر سر گیلگمش بود. توجه فروید به بن‌مایه رابطه گیلگمش و انکیدو بود و آن را نماد رابطه یک مرد با لیبیدوی خود می‌دانست. یونگ درباره گفته‌های اوتنپیشتی تحقیق می‌کرد. پس از این تبادل فکری، یونگ در یکی از آثار اولیه خود بارها از گیلگمش نام برد. یونگ حماسه را مثالی از تمایل ناخودآگاه مادر به رابطه جنسی با فرزند خود دانست (تمایل ایشتار به گیلگمش). انکیدو مصداق اشتیاق برای بازگشت قهقرایی به دوران کودکی و درون بدن مادر است. هومبابا نماد پدر کهن‌الگویی است. با اینکه یونگ در آثار بعدی خود نیز بارها به گیلگمش اشاره می‌کند اما هیچگاه تحقیقی را که در این زمینه به دنبالش بود، به انجام نرساند. به جای آن، ریوکا کلوگر (دانشجوی دکتری که در زوریخ یکدیگر را ملاقات کردند) را تشویق به این کار کرد.
با وجود علاقه فروید و یونگ، حماسه گیلگمش در مطالعات روان‌کاوی تا دهه ۱۹۸۰ نادیده گرفته شد. در یک استثنا، جوزف کمبل در تحلیلی فرویدی-یونگی به گیلگمش پرداخت که بازتاب پیدا کرد. در دهه ۱۹۸۰ دو تحقیق درباره حماسه انجام شد.

### روان‌کاوی
یکی از این تحقیقات، از دیدگاه فرویدی صورت گرفت اما چندان به متن وفادار نبود و حتی در جاهایی آن را تحریف کرد. در این بررسی گیلگمش از آن رو که تولد شگفت‌آوری ندارد و مشکلی جهانی را از سر راه بر نمی‌دارد، یک قهرمان در نظر گرفته نمی‌شود. از آنجایی که بن‌مایه مادر نقش اساسی دارد، مصداق‌ها بررسی شد: روسپی «همتای آرورو، مادر الهی انکیدو، که به زودی با نام دیگرش، نینسون، به عنوان مادر گیلگمش ظاهر می‌شود» معرفی شد و همخوابگی آنها یک «ازدواج مقدس» (همخوابگی آیینی پادشاه و الهه که پس از آن بین گیلگمش و ایشتار صورت می‌گیرد) در نظر گرفته شد. در رویای گیلگمش (که ستاره از آسمان فرومی‌افتد) «ستاره نشانه پدر غایب (مقتول) است که بار گناهی بر دوش گیلگمش» است. در رویای دوم، تبر «نشانه ترس گیلگمش از اختگی» است. انکیدو در رویارویی با گیلگمش، او را از جرمی بزرگ بازمی‌دارد: تجاوز به الهه-مادر توسط گیلگمش. با کشتن هومبابا، خطر زنای با محارم دوباره نزدیک می‌شود اما گیلگمش که اکنون دیگر بالغ شده است تلاش مادر برای اغوا را نمی‌پذیرد (ایشتار و نرگاو آسمان). نرگاو آسمان (نماد قدرت مردانگی الهی) «نشانه پدر که به دنبال کشتن پسر است» اما «خودش در معرض کشته شدن» قرار می‌گیرد (عقده ادیپ). در این تحلیل فرویدی، حماسه روایتِ تجربه و آمادگی برای «ازدواج مقدس» است.

### روان‌شناسی تحلیلی
تحقیق دیگر از دیدگاهی یونگی و توسط کلوگر انجام شد. او (پس از تشویق یونگ) بررسی دقیق و گسترده‌ای را آغاز کرد و همه ترجمه‌های اصلی حماسه (به آلمانی، فرانسوی، هلندی و انگلیسی) و تحقیقاتی را که در این مورد شده بود، مبنای کار خود قرار داد.

#### دیدگاه کلوگر
به عقیده کلوگر، داستان گیلگمش را باید اسطوره‌ای در نظر گرفت که نه فقط نماد رویدادهای کهن‌الگویی بلکه تا حدی نشان‌دهندهٔ پیشرفت خودآگاهی انسانی است. قهرمان، که بخشی از او الهی است، همیشه از سطح واقعی خودآگاهیِ زمان خود جلوتر و بنابراین، قهرمان نماد یا حامل روند دگرگونی است. این روند امروزه به نام تفرد شناخته می‌شود.
عشقبازی انکیدو با شمهات (روسپی معبد)، آلودگی وجود طبیعی او به اروسِ برتر انسانی است که منجر به جدایی او از حیوانات می‌شود. رویای گیلگمش (فروافتادن ستاره) علامت تمایل او به همجنس‌گرایی است که از نظر کلوگر هم در دوره باستان و هم در دوره جدید دیده می‌شود.
به همین سان، تبر در رویای گیلگمش نماد انتظار برای انکیدو است تا «کردار قهرمانی کشتن سمبلیک «مادر» را به انجام رساند»؛ کرداری که «وا داشتن خودآگاهی به خروج از ماتریس ناخودآگاهی است، این روند منجر به پیشرفت خودآگاهی می‌شود».
کلوگر تمایز مهمی بین مادر شخصی و کهن‌الگویی قائل می‌شود: او نیایش نینسون به درگاه شمش را اقدامی از سوی مادر شخصی برای کمک به پسر خود در نظر می‌گیرد تا بتواند بر مادر کهن‌الگویی غلبه یابد. جنگل سدر به قلمروی مادری کهن‌الگویی تعلق دارد، بنابراین کشتن هومبابا نماد انتقال جامعه از مادرسالاری به پدرسالاری است. اسطوره، بینشی بر «گذار تحول دینی» فراهم می‌کند. زمانی که گیلگمش ایشتار را به عنوان تجسم «مجموع پتانسیل زنانه» رد می‌کند، این عمل نماد تلاش او «برای خروج از چرخهٔ مادرانهٔ طبیعت به یک سیر تکاملی روحی جدید» است و بر این اساس، نقطه عطف مهمی در تفرد قهرمان و پیشرفت فرهنگی نوع بشر است. نرگاو آسمان «از جنبه ماورای داستانی، خشم و غضب ایشتار» محسوب می‌شود.
شیدوری، به عنوان «آنیمای دوشیزه»، یکی از جنبه‌های ایشتار است و رویکرد گیلگمش به او «ورود قهری به زنی [با خصائل] مادرانه نیست». در جایگاه آنیما، او به دنبال جذب دوباره گیلگمش به لذت‌های زندگی است. روایت طوفان اوتنپیشتی راز خدایان را برملا می‌کند: پیش‌بینی‌ناپذیری خدایان و در نهایت پیشرفت آنان در خودآگاهی خود، همانگونه که ایشتار از مسئولیت خود در طوفان و نابودی بشر احساس گناه می‌کند. از دیدگاه کلوگر «می‌توان گفت با پیشرفت انسان، خدایان نیز دگرگون می‌شوند — تحولی در تصویر خدا که در بسیاری از متن‌های مذهبی دیده می‌شود.» زمانی که اوتنپیشتی به گیلگمش دستور می‌دهد تا خود را شستشو دهد و جامه نو بر تن کند، او تولد نمادینِ دوباره‌ای را نشان می‌دهد که حاکی از خودآگاهی گیلگمش به فانی بودن خود است.
کلوگر چنین نتیجه گیری می‌کند که حماسه گیلگمش در مجموع «در ساختار درونی خود، روند دگرگونی در ناخودآگاهی جمعی، انتظار برای روند تفرد، را نشان می‌دهد» و در همان حال «بازتاب دوره پراهمیتی در تاریخ دین است، زمانی که «الهه بزرگ ایشتار» توسط قهرمان که حمایت شمش را با خود دارد، شکست می‌خورد».

## واژگان
1. ↑  Wild man
2. ↑  Aruru
3. ↑  Eanna
4. ↑  Šauška
5. ↑  Anzili
6. ↑  divine Palace Lady
7. ↑  Ninegal
8. ↑  Iddin-Dagan
9. ↑  Sacred Marriage
10. ↑  Alhena Gadotti
11. ↑  Antu